# 오스굿 유일성 정리
동역학계 이론에서 오스굿 유일성 정리(영어: Osgood’s uniqueness theorem) 또는 오스굿 판정법(영어: Osgood’s criterion)은 1계 상미분 방정식의 초깃값 문제의 해의 존재 및 유일성에 대한 정리이다. 피카르-린델뢰프 정리의 일반화이다.

## 정의
초깃값 문제
{\displaystyle y'(t)=f(t,y(t))}
{\displaystyle y(t_{0})=y_{0}}
를 생각하자.
열린집합 {\displaystyle U\subseteq \mathbb {R} ^{n}} 및 연속 함수 {\displaystyle f\colon [t_{0},t_{0}+a]\times U\to \mathbb {R} ^{n}}가 주어졌고, {\displaystyle f}에 대하여 다음 조건들을 만족시키는 연속 함수 {\displaystyle g\colon [0,\infty )\to [0,\infty )}가 존재한다고 하자 (오스굿 조건, 영어: Osgood condition).
{\displaystyle g(0)=0}
{\displaystyle g(r)>0\qquad \forall r>0}
{\displaystyle \int _{0}^{1}{\frac {\mathrm {d} u}{g(u)}}=\infty }
{\displaystyle |f(t,y)-f(t,z)|\leq g(|y-z|)\qquad \forall (t,y),(t,z)\in [t_{0},t_{0}+a]\times U}
오스굿 유일성 정리에 따르면, 임의의 {\displaystyle y_{0}\in U}에 대하여, 위 초깃값 문제는 어떤 {\displaystyle 0<\delta \leq a}에 대하여 유일한 국소적 해 {\displaystyle y\colon [t_{0},t_{0}+\delta ]\to U}를 갖는다.
오스굿 유일성 정리에서 {\displaystyle g\colon r\mapsto Lr} ({\displaystyle L\geq 0})를 취하면 피카르-린델뢰프 정리를 얻는다.
증명:
국소적 해의 존재는 페아노 존재 정리의 특수한 경우이다. 유일성의 증명은 다음과 같다. 귀류법을 사용하여, 서로 다른 두 해 {\displaystyle \phi ,\psi \colon [t_{0},t_{0}+\delta ]\to U}를 갖는다고 가정하자. 그렇다면 {\displaystyle \phi (s)\neq \psi (s)}인 {\displaystyle s\in (t_{0},t_{0}+a]}가 존재한다. 이제
{\displaystyle {\tilde {s}}=\sup\{t\in [t_{0},s]\colon \phi (t)=\psi (t)\}\in [t_{0},s)}
{\displaystyle h\colon [{\tilde {s}},s]\to [0,\infty )}
{\displaystyle h\colon t\mapsto |\phi (t)-\psi (t)|}
라고 하자. 그렇다면, 임의의 {\displaystyle t\in ({\tilde {s}},s]}에 대하여
{\displaystyle h'(t)={\frac {\langle \phi (t)-\psi (t)\rangle ,\phi '(t)-\psi '(t)\rangle }{|\phi (t)-\psi (t)|}}\leq |\phi '(t)-\psi '(t)|=|f(t,\phi (t))-f(t,\psi (t))|\leq g(|\phi (t)-\psi (t)|)=g(h(t))}
이다. 즉,
{\displaystyle {\frac {h'(t)}{g(h(t))}}\leq 1}
이다. 따라서
{\displaystyle \int _{0}^{h(s)}{\frac {\mathrm {d} r}{g(r)}}=\int _{\tilde {s}}^{s}{\frac {h'(t)\mathrm {d} t}{g(h(t))}}\leq s-{\tilde {s}}<\infty }
이며, 이는 모순이다.

## 역사
윌리엄 포그 오스굿(영어: William Fogg Osgood)의 이름을 땄다.

## 참고 문헌
- Cid, J. Ángel (2003년 5월 1일). “On uniqueness criteria for systems of ordinary differential equations”. 《Journal of Mathematical Analysis and Applications》 (영어) 281 (1): 264–275. doi:10.1016/S0022-247X(03)00096-9. ISSN 0022-247X.